# Quissamã
Quissamã is een gemeente in de Braziliaanse deelstaat Rio de Janeiro. De gemeente telt 19.878 inwoners (schatting 2009).